# Мойсеєв Микола Андрійович
Микола Андрійович Мойсеєв (1918, село Баландиха Нижньогородської губернії, тепер Красно-Баковського району Нижньогородської області, Російська Федерація — загинув 18 липня 1970, Кримська область) — український радянський діяч, голова Кримського сільського облвиконкому. Депутат Верховної Ради УРСР 6-го скликання.

## Біографія
Народився у селянській родині. У 1934 році закінчив лісохімічну професійно-технічну школу. З 1934 року працював завідувачем хімічного виробництва Кожихінського та Шашковського промислових колгоспів Горьковського краю.
У 1939 році закінчив Дзержинський хімічний технікум Горьковської області. Служив у Червоній армії.
Член ВКП(б) з 1941 року.
У 1941—1943 роках — майстер, комсомольський організатор ЦК ВЛКСМ заводу № 80 Народного комісаріату боєприпасів СРСР міста Дзержинська Горьковської області.
У 1943—1944 роках — 2-й секретар Дзержинського міського комітету ВЛКСМ Горьковської області.
У 1944—1948 роках — 2-й секретар, 1-й секретар Ялтинського міського комітету ВЛКСМ Кримської області.
У 1948—1949 роках — інструктор Кримського обласного комітету ВКП(б).
У 1949—1952 роках — секретар Ялтинського міського комітету ВКП(б) Кримської області.
У 1952—1959 роках — 1-й секретар Феодосійського міського комітету КПРС-КПУ Кримської області. У 1954 році заочно закінчив Кримський педагогічний інститут.
8 грудня 1959 — 12 січня 1963 р. — 1-й заступник голови виконавчого комітету Кримської обласної ради депутатів трудящих.
12 січня 1963 — 7 грудня 1964 р. — голова виконавчого комітету Кримської сільської обласної ради депутатів трудящих.
7 грудня 1964 — 18 липня 1970 р. — 1-й заступник голови виконавчого комітету Кримської обласної ради депутатів трудящих.
Загинув у автомобільній катастрофі. Похований 20 липня 1970 року на військовому кладовищі у місті Сімферополі.

## Нагороди
- орден Трудового Червоного Прапора
- орден «Знак Пошани»
- медалі